# Liebe Macht Monster
Liebe Macht Monster (с нем. — «Любовь делает монстров»), иногда переводится как («Любовь, Мощь, Монстры») — девятый студийный альбом рок-группы Eisbrecher, вышедший 12 марта 2021 года. Был выпущен на лейбле Metropolis Records. Является последним альбомом под продюсерством сооснователя и ведущего гитариста группы Йохена Зайберта (Noel Pix), покинувшего группу в феврале 2024 года.

## Список композиций
| №                   | Название                                 | Перевод                   | Длительность |
| ------------------- | ---------------------------------------- | ------------------------- | ------------ |
| 1.                  | «Es lohnt sich nicht ein Mensch zu sein» | Нет смысла быть человеком | 4:15         |
| 2.                  | «FAKK»                                   | ФАКК                      | 4:10         |
| 3.                  | «Nein Danke»                             | Нет, спасибо              | 3:43         |
| 4.                  | «Im Guten im Bösen»                      | В добре и во зле          | 4:57         |
| 5.                  | «Frommer Mann»                           | Благочестивый человек     | 3:09         |
| 6.                  | «Dagegen» (feat. Dero Goi)               | Против                    | 4:07         |
| 7.                  | «Liebe macht Monster»                    | Любовь делает монстров    | 4:13         |
| 8.                  | «Systemsprenger»                         | Разрушитель системы       | 3:46         |
| 9.                  | «Wer bin ich»                            | Кто я                     | 4:14         |
| 10.                 | «Himmel»                                 | Небеса                    | 4:13         |
| 11.                 | «Kontrollverlust»                        | Потеря контроля           | 3:41         |
| 12.                 | «Leiserdrehen»                           | Убавьте                   | 3:36         |
| 13.                 | «High society»                           | Высшее общество           | 3:54         |
| 14.                 | «Es lebe der Tod»                        | Да здравствует смерть     | 4:25         |
| Общая длительность: | Общая длительность:                      | Общая длительность:       | 56:23        |

## Позиции в чартах

### Недельные чарты
| Чарт (2021)                     | Позиция |
| ------------------------------- | ------- |
| Австрия (Ö3 Austria)            | 4       |
| Германия (Offizielle Top 100)   | 1       |
| Швейцария (Schweizer Hitparade) | 11      |

## Участники записи

### Состав группы
- Александр Вессельски (нем. Alexander Wesselsky) — вокал
- Ноэль Пикс (нем. Jochen Seibert) — соло-гитара, клавишные
- Юрген Планггер (нем. Jürgen Plangger) — ритм-гитара
- Руперт Кеплингер (нем. Rupert Keplinger) — бас-гитара
- Ахим Фербер (нем. Achim Färber) — ударные
- Максимилиан Шауэр (нем. Maximilian Schauer) — программирование